# گنکی ناکایاما
گنکی ناکایاما (انگلیسی: Genki Nakayama؛ زادهٔ ۱۵ سپتامبر ۱۹۸۱) بازیکن فوتبال اهل ژاپن است.
از باشگاه‌هایی که در آن بازی کرده‌است می‌توان به باشگاه فوتبال کونسادول ساپورو و باشگاه فوتبال سانفریس هیروشیما اشاره کرد.